# Catherine Hansson
Catherine Madeleine Hansson, född 26 mars 1958 i Malmö, är en svensk skådespelare. Hansson gick Teaterhögskolan i Malmö 1976–1979. 
Catherine Hansson är för den breda allmänheten mest känd för sin roll som polisen Lena Sjökvist i TV-serien Tre Kronor, en roll hon spelade i sex säsonger mellan 1994 och 1997.
Tillsammans med skådespelaren och regissören Rikard Bergqvist har hon dottern Maia Hansson Bergqvist.
Hon är syster[källa behövs] till gitarristen Jonas Hansson från hårdrocksbandet Silver Mountain.

## Filmografi
- 1978 – Sommarflickan (TV)
- 1979 – Våning för 4
- 1991 – Joker
- 1992 – Hassel – Svarta banken
- 1992 – Hassel – Utpressarna
- 1992 – Svart Lucia
- 1993 – Polis polis potatismos
- 1994 – Du bestämmer (TV)
- 1994 – Tre kronor (TV-serie)
- 1996 – Zonen (TV-serie)
- 1996 – Kalle Blomkvist – Mästerdetektiven lever farligt
- 1998 – Aspiranterna (TV)
- 1998 – Zingo
- 1998 – Victor
- 1999 – Anna Holt (TV)
- 2001 – Festival
- 2001 – Pusselbitar (TV)
- 2002 – Den osynlige
- 2002 – Gåvan
- 2002 – Bella bland kryddor och kriminella (TV)
- 2002 – Skeppsholmen (TV-serie)
- 2004 – Linné och hans apostlar (TV-serie)
- 2006 – Underbara älskade
- 2013 – En pilgrims död (TV)

## Teater

### Roller (ej komplett)
| År   | Roll                               | Produktion                                            | Regi             | Teater               |
| ---- | ---------------------------------- | ----------------------------------------------------- | ---------------- | -------------------- |
| 2004 | Miss Sherman                       | Fame José Fernandez, Steve Margoshes och Jacques Levy | Hans Berndtsson  | Oscarsteatern        |
| 2006 | Magenta                            | The Rocky Horror Show Richard O'Brien                 | Rikard Bergqvist | Göteborgsoperan      |
| 2007 | Fru Pearce                         | My Fair Lady Frederick Loewe och Alan Jay Lerner      | Rikard Bergqvist | Göteborgsoperan      |
| 2009 | Julia, teaterstyrelsens ordförande | Skaffa mig en tenor Ken Ludwig                        | Anders Aldgård   | Gunnebo slottsteater |
| 2009 | Linda Loman                        | En handelsresandes död Arthur Miller                  | Göran Stangertz  | Borås stadsteater    |